# Rebels Revenge
Rebels Revenge startade år 1999 då 15-årige Håkon Samland önskade att starta ett rock'n'roll-band inspirerad av artister som Buddy Holly, Chuck Berry, Eddie Cochran och Jerry Lee Lewis. September 1999 var bandet, "The Money Makers" bildat. Bandet bestod då av: Håkon Samland (sologitarr)), John Sindre Lynghaug (basgitarr), Jan Ove Undem (sång), Alfie Hansen (rytmgitarr) och Eivind Siljeholm (trummor).
Februari 2000 slutade sångare Undem och kort tid senare rytmgitarristen Hansen. "The Money Makers" lades på is, återuppstod 2002 då Samland och Lynghaug startade ånyo tillsammans med Joakim Høyland (rytmgitarr) och Magnus Nilsen (trummor). Bandet kallades nu "Rebels Revenge". Hösten 2002 spelades bandets första album in. Inom kort lämnade trumslagaren Magnus Nilsen bandet och ersattes av Roger Kristiansen. Rytmgitarristen Joakim Høyland försvann också. Tom Rudi Jakobsen fyllde den lediga platsen.
Rebels Revenge började samarbeta med svenska skivbolaget "Old Rock Records" och april 2004 utkom albumet Wild Bunch Boogie. Senare kom även albumet The First Album - en nyinspelning av bandets första album.
Bandet var som aktivast fram till 2009 då Håkon Samland startade i bandet "Trouble Boys".

## Diskografi
Studioalbum
- 2002 - Rebels Revenge
- 2004 - Wild Bunch Boogie
- 2005 - The First Album
- 2006 - That's for Sure

Livealbum
- 2006 - REVENGE of the ROCKERS (Rebels Revenge och Foggy Mountain Rockers)[2]

Samlingsalbum
- 2005 - Trust a Friend